# Château de la Magione
Ne pas confondre avec la forteresse de l'ordre souverain de Malte située à Magione (Ombrie)
Le château de la Magione (en Italien,  Castello della Magione) connu aussi sous le nom de Magione di San Giovanni al Ponte, ou Spedale di san Giovanni in Jerusalem alla Magione est un extraordinaire ensemble de constructions romanes qui remonte au XIe siècle, situé en Toscane à Poggibonsi, dans la province de Sienne.

## Historique
L'édifice s'apparente plus à une commanderie qu'à un château en tant que tel et semble avoir appartenu jusqu'en 1312 à l'ordre du Temple. Ce fut d'abord la propriété des moines de l'abbaye bénédictine Saint-Michel de Poggio Marturi pour une période allant de 1140 à au moins 1228. À la suite du procès de l'ordre du Temple, il fut remis aux Hospitaliers.
Après être passé dans les mains de différents propriétaires, le 20 janvier 1979, le comte Marcello Alberto Cristofani della Magione l'achète et en fait le don patrimonial pour le siège magistral de la Milizia del Tempio à constituer.

### Une commanderie templière
Poggibonsi était le chef-lieu d'une commanderie templière, installée à proximité de la Via Francigena et qui était empruntée par les pèlerins qui se rendaient à Rome. L'acquisition semble avoir été tardive puisqu'on ne trouve pas mention des Templiers avant l'année 1290.